# St. Magnus (Kühbach)

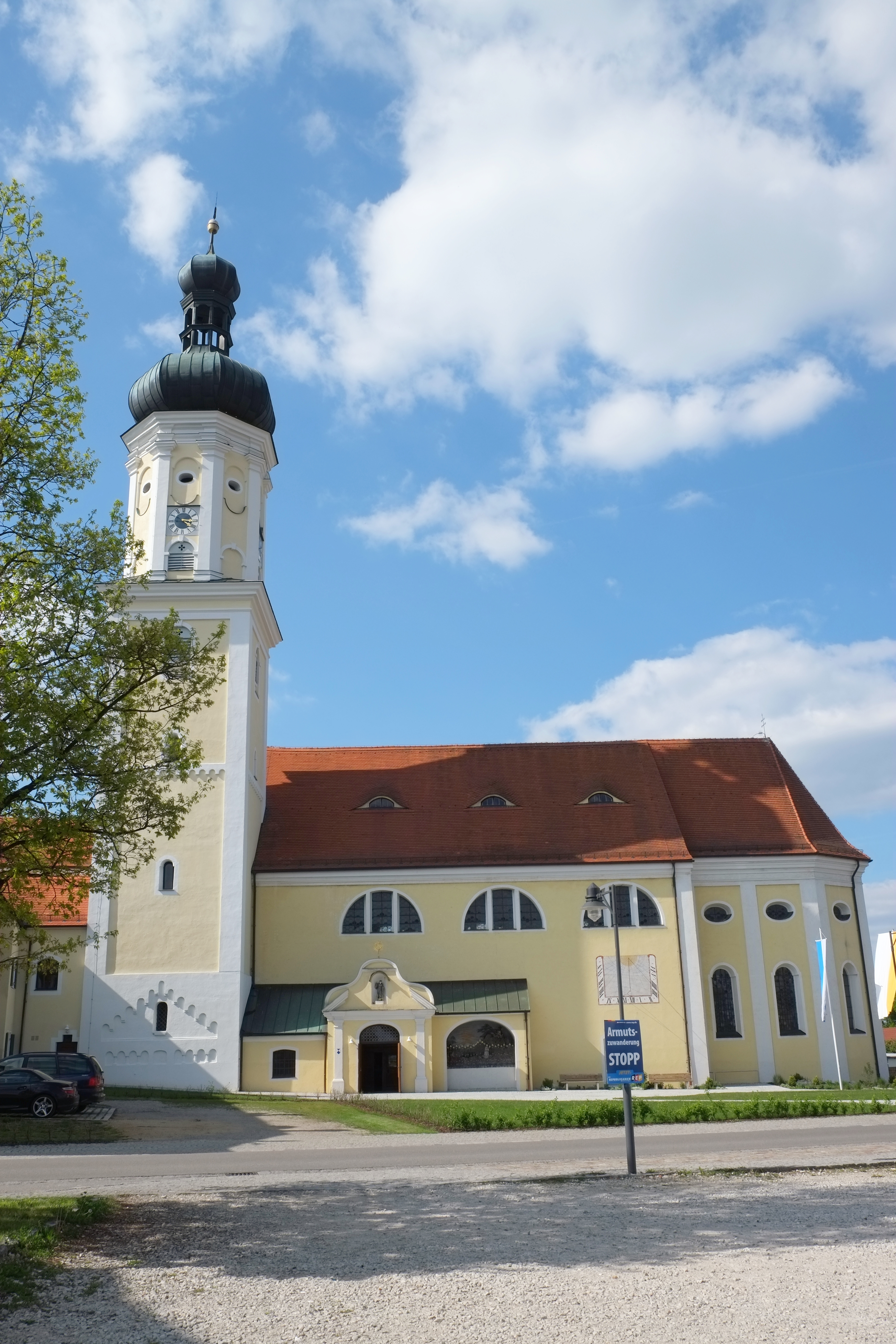
St. Magnus in Kühbach

Die katholische Pfarrkirche und ehemalige Klosterkirche St. Magnus ist ein Baudenkmal in Kühbach.

## Geschichte

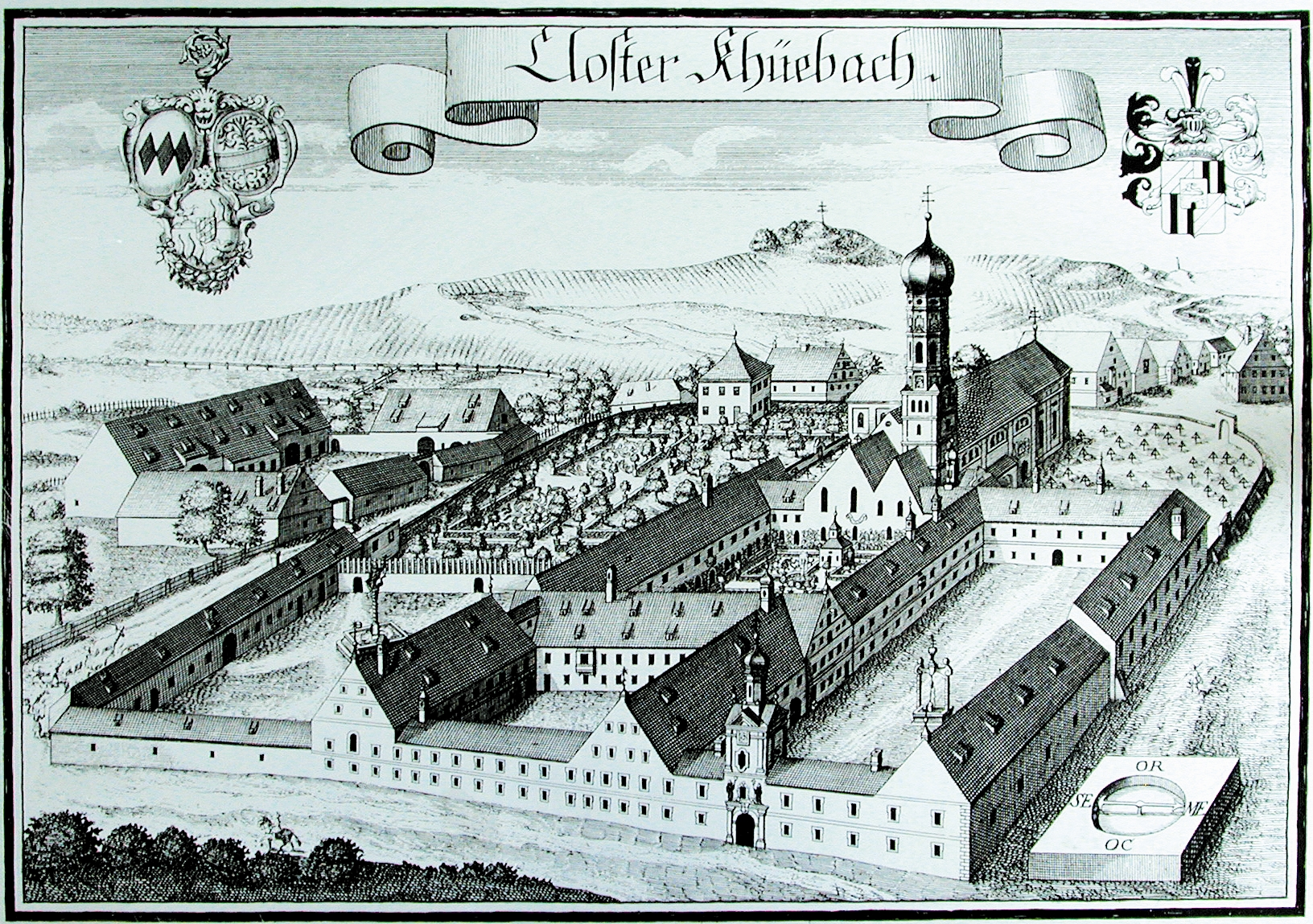
Kloster Kühbach mit Kirche St. Magnus auf einem Stich von Michael Wening aus dem Jahre 1701

Die ehemalige Kirche des Klosters Kühbach wurde um 1000 gegründet und erbaut. Das Patrozinium des heiligen Magnus von Füssen ist ungewöhnlich in der Gegend und geht vermutlich auf die Stifterfamilie zurück. Die heutigen Turmuntergeschosse sind noch aus der Zeit um 1160. Nach einem Brand im Jahre 1577 wurde die Kirche in gotischem Stil neu erbaut. Der heutige barocke Bau wurde in den Jahren 1687/88 durch Giovanni Androi errichtet. Dabei wurden Teile des Vorgängerbaus verwendet. Die Kirche wurde 1689 geweiht; im Jahr darauf wurde der Turm erhöht. Der Ölberg an der Südseite wurde 2013 grundlegend restauriert.

## Baubeschreibung
Die Kirche ist baulich in den Ostflügel des Klosters einbezogen. Der romanische Unterbau des südwestlichen Turms ist mit Blendbogenarkaden und einem Rundbogenfries verziert. Das Oktogon ist durch Pilaster gegliedert und mit einer Zwiebelhaube mit Laterne versehen. Daneben findet sich das Vorzeichen mit einem Ölberg. St. Magnus ist eine Wandpfeilerkirche zu dreieinhalb Jochen unter einer Stichkappentonne mit eingezogenem dreiseitig geschlossenem Chor. Die hoch sitzenden Thermenfenster im Langhaus sind dreigeteilt. Über den Rundbogenfenstern im Chor liegen querovale Okuli. Die Nonnenempore hinter der Westempore ist aus dem 15./16. Jahrhundert. Darunter schließt westlich die sogenannte Stiftergruft des 15./16. Jahrhunderts an, der östliche Teil mit Kreuzrippengewölbe, der westliche war der ursprüngliche Kreuzgang. Nordöstlich schließt am Langhaus die Sakristei mit Stichkappentonne aus dem Jahre 1613 an, die 1687/88 um ein Joch nach Norden erweitert wurde.

## Ausstattung
Der Stuck der Kirche um 1687/88 stammt aus dem Umkreis von Matthias Schmutzer d. J. Über dem Chorbogen ist das Wappen des Klosters und der Äbtissin Maria Helena von Lerchenfeld zu sehen.
Der Hochaltar von 1690/93 ist von Matthias Bosch, die Bildhauerarbeiten werden Franz Stainhard d. Ä. zugeschrieben. Das Altargemälde aus dem Jahre 1708 von Johann Andreas Wolff zeigt die Glorie des heiligen Magnus mit der heiligen Theresia von Avila und der heiligen Scholastika. Die Immaculata im Auszug von 1690/93 wird Johann Georg Melchior Schmittner zugeschrieben.
Die Altäre in der östlichen Kapelle von 1693 sind von Michael Pusch. Auf den Altarblättern ist links die Kreuzabnahme und im Auszug der heilige Franz Xaver (1708 von Johann Baptist Untersteiner) sowie rechts der Erzengel Raphael dargestellt; im Auszug der heilige Michael (1709 von Heinrich Matthäus Mayer). Die Figurengruppen auf den Mensen sind aus der Mitte des 16. Jahrhunderts; links eine Pietà und rechts Anna selbdritt.
Die Altäre der mittleren Kapellen von 1690/93 sind von Matthias Klinger. Das Gemälde links (1757 von Ignaz Baldauf) zeigt die sieben Zufluchten. Im Auszug ist der heilige Benno dargestellt. Rechts ist der Tod des heiligen Benedikt und im Auszug der heilige Antonius von Padua (1712 von Johann Andreas Wolff) zu sehen. Die Figuren links, von Matthias Klinger, stellen den heiligen Nikolaus und den heiligen Ulrich dar, die rechts, von Franz Stainhard d. Ä., die heilige Agnes und die heilige Apollonia.
In der nordwestlichen Kapelle findet sich der ehemalige Hochaltar von um 1610/20, welcher 1713 verändert wurde. Er enthält das Gnadenbild der 1667 gegründeten Skapulierbruderschaft, welches um 1713 entstand.

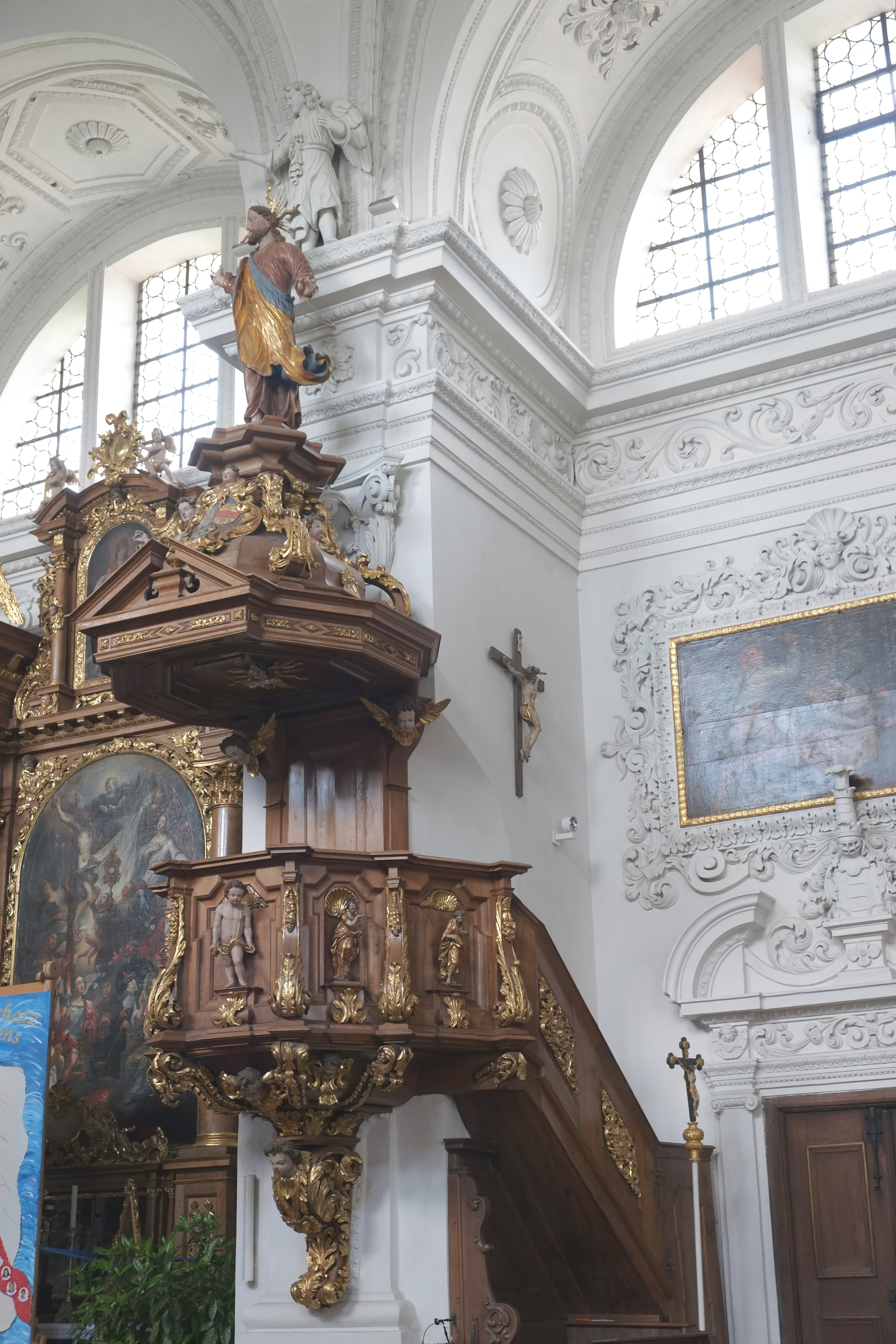
Kanzel

Die Kanzel, um 1690, ist von Matthias Klinger. Am Korb sind Figuren der Evangelisten zu finden, auf dem Schalldeckel ein Salvator mundi.
Das Gemälde in den Mittelkapellen von Maria mit dem Verkündigungsengel um 1690 wird Johann Heiss zugeschrieben. Die Tafelbilder unter der Westempore mit Heiligen, Klosterstiftern und Vertretern des Hauses Wittelsbach sind aus der ersten Hälfte des 16. Jahrhunderts. Die Gemälde in den östlichen Kapellen zeigen die Dornenkrönung und die Geißelung Christi. Sie wurden 1691 gestiftet und 1709 wiederhergestellt. Die Abbildungen der heiligen Klosterfrauen um 1705/10 stammen aus der Hand von Johann Baptist Untersteiner. Im Chor findet sich eine Abbildung der Muttergottes um 1710.
Die Figur des heiligen Sebastian um 1620 am Chorbogen stammt aus dem Umkreis von Christoph Murmann d. J. Die des heiligen Rochus ist um 1700 entstanden. Das Kruzifix mit der heiligen Maria Magdalena um 1705/10 ist vermutlich von Franz Stainhard d. Ä.
Der Rahmenstuck und die Fresken in der Sakristei sind aus dem Jahre 1613. Ein Schrank von 1598 hat bemalte Türen, die innen den heiligen Benedikt und die heilige Scholastika zeigen, sowie unter anderem Otto von Wittelsbach und die Äbtissinnen Willibirgis und Barbara Stern. Außen sind Szenen aus dem Leben Mariens dargestellt.
An der Nordwand der Stiftergruft findet sich eine Grabinschrift für eine Gräfin Alberat aus dem 11. Jahrhundert. Das Taufbecken aus Rotmarmor ist aus dem Ende des 17. Jahrhunderts. Der Christus auf dem Esel ist um 1690 entstanden.

## Orgel
Die Kirche erhielt 1854 eine neue Orgel von Balthasar Pröbstl aus Füssen. Diese wurde 1929 von Max Josef Offner aus Augsburg umgebaut und 1968 durch einen Neubau von Max Anton Offner aus Kissing ersetzt. Dieses Instrument erweiterte zuletzt 2003 Andreas Offner aus Kissing auf 29 Register auf zwei Manualen und Pedal bei mechanischer Spiel- und Registertraktur. Die Disposition der Offner-Orgel von 1968/2003 lautet wie folgt:
| I Hauptwerk C–g3 |                  |       |
| 1.               | Bordun           | 16′   |
| 2.               | Principal        | 8′    |
| 3.               | Koppelflöte      | 8′    |
| 4.               | Gamba            | 8′    |
| 5.               | Oktave           | 4′    |
| 6.               | Holzflöte        | 4′    |
| 7.               | Quinte           | 2 ⁄3′ |
| 8.               | Oktave           | 2′    |
| 9.               | Cornett (ab c1)0 | 8′    |
| 10.              | Mixtur IV–V      | 1 ⁄3′ |
| 11.              | Trompete         | 8′    |

| II Schwellwerk C–g3 |                    |        |
| 12.                 | Holzgedackt (alt)0 | 8′     |
| 13.                 | Salizional (ab c)  | 8′     |
| 14.                 | Schwebung (ab c)   | 8′     |
| 15.                 | Principal (alt)    | 4′     |
| 16.                 | Rohrflöte (alt)    | 4′     |
| 17.                 | Nasat (alt)        | 2 ⁄3′  |
| 18.                 | Blockflöte         | 2′     |
| 19.                 | Terzflöte          | 1 3⁄5′ |
| 20.                 | Sifflöte           | 1 ⁄3′  |
| 21.                 | Mixtur III         | 2′     |
| 22.                 | Oboe               | 8′     |
|                     | Tremulant          |        |

| Pedal C–f1 |             |        |
| 23.        | Subbass     | 16′    |
| 24.        | Oktavbass   | 8′     |
| 25.        | Gedacktbaß0 | 8′     |
| 26.        | Quintbass   | 5 1⁄3′ |
| 27.        | Choralflöte | 4′     |
| 28.        | Fagott      | 16′    |
| 29.        | Trompete    | 4′     |

- Koppeln: Normalkoppeln II/I, I/P, II/P
- Spielhilfen: Setzeranlage mit Sequenzer